# 小林茂 (歴史学者)
小林 茂（こばやし しげる、1914年9月10日 - 1993年8月21日）は、歴史学者、部落解放運動家。

## 生涯
大阪府出身。東京文理科大学卒業。下関市立大学教授をへて、名古屋学院大学教授。
近世農業経済史、萩藩の明治維新史などを研究。部落解放研究所名誉理事を務めた。

## 著書
- 近世農村経済史の研究 畿内における農民流通と農民闘争の展開 未来社 1963
- 長州藩明治維新史研究 未来社 1968
- 山口県連合婦人会史 山口県連合婦人会, 1968
- 部落「解放令」の研究 解放出版社 1979.1
- わが町の歴史豊中 文一総合出版 1979.2 (わが町の歴史シリーズ)
- 日本屎尿問題源流考 明石書店 1983.10
- 入門・被差別部落の歴史 明石書店 1984.8　「被差別部落の歴史 基礎講座」1988
- 部落差別の歴史的研究 明石書店 1985.3
- 部落の歴史 差別の歴史から学ぶ 増補改訂版 部落解放研究所 1988.6 (人権ブックレット)
- 封建社会解体期の研究 明石書店 1992.4

## 共編著
- 大阪の生産と交通 脇田修共著 毎日放送 1973 (毎日放送文化双書 ）
- 部落史関係法令集 天領を中心として 1-2 尼崎市教育委員会 1973-76 (同和教育資料 ）
- 山田五郎兵衛翁とくいだおれ 上 山田六郎 1974
- 近世上方の民衆  1979.11 (教育社歴史新書 ）
- 人権の歴史 同和教育指導の手引 山川出版社 1981.6
- 近世被差別部落関係法令集 天領を中心として 明石書店 1981.4
- わが町の歴史下関 中原雅夫共編著 文一総合出版 1983.9 (わが町の歴史シリーズ)
- 人権のあゆみ 山川出版社 1984.6
- 部落史用語辞典 芳賀登・三浦圭一・森杉夫・脇田修共編 柏書房 1985.8
- 近世中国被差別部落史研究 後藤陽一共編 明石書店 1986.8
- 部落史研究ハンドブック 秋定嘉和共編 雄山閣出版 1989.6
- 定本近世被差別部落関係法令集 明石書店 1995.9

## 参考
- 日本人名大事典